# 烏里揚諾夫斯克區

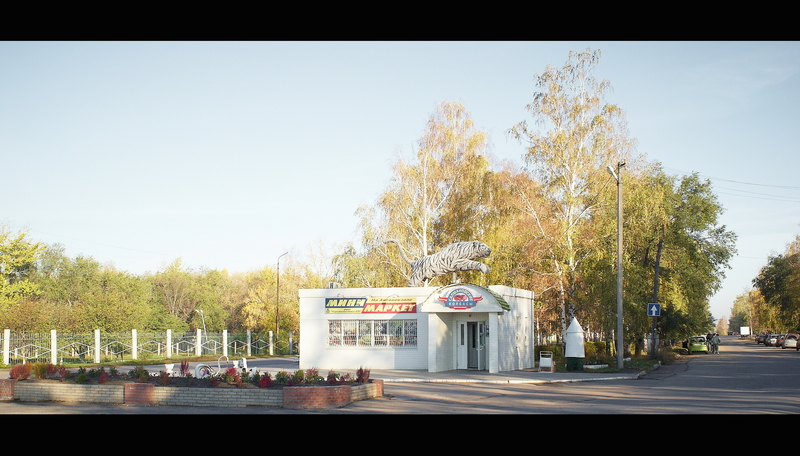

54°25′54″N 48°15′30″E / 54.43167°N 48.25833°E
烏里揚諾夫斯克區（俄语：Ульяновский район），是俄羅斯的一個區，位於該國西南部，由烏里揚諾夫斯克州負責管轄，面積1,273平方公里，2010年人口36,669，人口密度每平方公里28.81人。